# Wiebeltax
De wiebeltax was een belastingmaatregel van het Nederlandse kabinet-Biesheuvel I in de jaren 70, waarmee men gedurende een periode van 5 jaar de belastingen met maximaal 5% kon verhogen of verlagen zodat men de economie naar behoefte kon afremmen of versnellen. In 1971 werd de wiebeltax geïntroduceerd.

## Trivia
De Nederlandse zanger Armand refereerde aan de wiebeltax in zijn nummer De Nederlander is een meelzak.